# Pegomya minuta
Pegomya minuta är en tvåvingeart som först beskrevs av Malloch 1918.  Pegomya minuta ingår i släktet Pegomya och familjen blomsterflugor.
Artens utbredningsområde är New Mexico. Inga underarter finns listade i Catalogue of Life.